# Джон Хардинг
Джон Хардинг (на английски: John Harding) е английски писател, автор на произведения в жанра драма, трилър и хорър.

## Биография и творчество
Джон Хардинг е роден през 1951 г. в Прикуилоу, близо до Или, Кеймбриджшър, Англия. След като завършва местната гимназия, следва английска филология в Сейнт Катрин Колидж на Оксфордския университет. След дипломирането си се премества през 1974 г.в Лондон, където работи като репортер за медийната група DC Thomson. После работи като редактор на няколко популярни списания. През 1985 г. излиза на свободна практика, пише рецензии за книги към „Дейли Мейл“, и се насочва към писателската си кариера. Пише първия си ръкопис през 1995 г.
Първият му роман What We Did on Our Holiday (Какво правихме на нашата почивка) е издаден през 2000 г. Книгата е полуавтобиографична и представя историята на човек, който взема баща си, страдащ от болестта на Паркинсон, на почивка в Малта. През 2006 г. книгата е адаптирана в едноименния телевизионен филм с участието на Шейн Ричи и Роджър Лойд-Пак.
През 2010 г. е издаден хорър трилърът му „Флорънс и Джайлс“. B изоставено старо имение в дълбоката английска провинция през 1891 г. живеят 12-годишната Флорънс и по-малкият ѝ брат Джайлс. Изолирана от света по волята на чичо ѝ настойник, тя се научава само да чете и открива многообразния свят на линературата. Но след внезапната насилствена смърт на първата гувернантка пристига новата мис Тейлър. Поредица от странни готически явления убеждават Флорънс, че мис Тейлър е зъл дух и е надвиснала заплаха над Джайлс. Флорънс ще трябва да използва цялата си интелигентност и находчивост, за да защити малкия си брат и да запази личния си свят. През 2014 г. е издадено продължението на романа – The Girl Who Couldn't Read (Момичето, което не можеше да чете).
Джон Хардинг умира през септември 2017 година в Лондон.

## Произведения

### Самостоятелни романи
- What We Did on Our Holiday (2000)
- While the Sun Shines (2002)
- One Big Damn Puzzler (2005)

### Серия „Флорънс и Джайлс“ (Florence and Giles)
1. Florence and Giles (2010)
Флорънс и Джайлс, изд.: ИК „Колибри“, София (2012), прев. Владимир Молев
2. The Girl Who Couldn't Read (2014)

### Екранизации
- 2006 What We Did on Our Holiday – ТВ филм